# 永享の乱
永享の乱（えいきょうのらん）は、室町時代の永享10年（1438年）に関東地方で発生した戦乱。第4代鎌倉公方の足利持氏と関東管領の上杉憲実の対立に端を発する、室町幕府6代将軍足利義教が持氏討伐を命じた事件、戦いである。

## 経緯

### 対立の図式
室町幕府は南北朝時代に関東統治のため鎌倉府を設置していた。この鎌倉府は足利氏出身の鎌倉公方とこれを補佐する上杉氏出身の関東管領に指導されていたが、関東管領の補任権は幕府が握っていた（実際の補任（任命）時には鎌倉公方の意向が認められていたが、幕府はこれをいつでも否認することが出来た）。更に上杉禅秀の乱（後述）後に、山内上杉家が関東管領を独占するようになったが、山内上杉氏は関東の他に越後に広大な所領を有しており、更に分家は越後守護となっていた（越後上杉氏）。越後の山内上杉氏領と越後上杉氏は室町幕府の管轄下にあり、幕府は越後の所領安堵権及び守護補任権・関東管領補任権を利用して関東管領＝山内上杉氏を支配することが可能であったため、関東管領は室町幕府の意向に従う存在となり、鎌倉公方と関東管領はしばしば対立していた。

### 幕府と持氏との対立
4代将軍足利義持時代の応永23年（1416年）には前関東管領の上杉氏憲（禅秀）が4代鎌倉公方足利持氏に反して挙兵する上杉禅秀の乱が起きた。乱自体は幕府との協力で鎮圧されるが、乱後に持氏が残党狩りを名目として、京都扶持衆の宇都宮持綱などを粛清、さらに幕府の支援する佐竹氏を討伐するなど自立的行動が目立つようになり、幕府と鎌倉府は対立関係となる。義持の没後、弟の義教が6代将軍に就任すると、持氏はこれに反発し、1429年に元号が正長から永享に改元されても持氏は正長の元号を用い続けるなど、幕府に対する不服従の態度を示した。さらに持氏は関東管領の上杉憲実とも対立し、上杉氏庶流の上杉定頼・上杉憲直や直臣の一色直兼を重用するなど、独裁色を強めていった。

### 持氏と憲実との対立
永享7年（1435年）に持氏は軍事行動をはじめ、応永26年（1419年）に関東管領に就任した上杉憲実は持氏を制止するが、持氏と険悪な関係となり、永享9年（1437年）に持氏が憲実を暗殺するという噂が流れると、双方の軍が鎌倉に集結して不穏な状況になった。『鎌倉持氏記』・『喜連川判鑑』には持氏から憲実討伐を命じられた上杉憲直が6月15日になって相模藤沢へ逃れたと記されるが、『永享記』には藤沢に逃れたのは上杉憲実であったとする。また、この時に憲実が兵を率いて藤沢にいた形跡があり、憲実と持氏の衝突は避けられない情勢となった。7月になって両者は持氏の妥協により和解するが、永享10年（1438年）6月、持氏が嫡子の賢王丸（足利義久）の元服を幕府に無断で行うと再び対立し、憲実は同年8月に分国であった上野平井城に逃れる。持氏は憲実追討のため近臣の一色直兼に軍を与えて差し向け、自身も武蔵府中高安寺（東京都府中市）に陣を構える。憲実は幕府に救援を請う。
幕府では将軍義教が持氏の叔父に当たる陸奥の篠川公方足利満直や駿河守護今川範忠・信濃守護小笠原政康に憲実の救援を命じ、禅秀の子上杉持房・上杉教朝らをも含む幕軍を派遣する。更に越前・尾張・遠江守護斯波義健の後見人斯波持種・甲斐常治と朝倉教景も関東に派遣された。この時に義教は朝廷権威を利用し、後花園天皇に対して3代将軍足利義満時代以来であった治罰綸旨と錦御旗の要請を行う。

### 持氏の敗北
9月27日、今川勢は持氏方の軍勢を撃破して足柄山を越え、上杉持房も箱根の陣を破る。ほぼ同じ頃、信濃から上野国板鼻に入っていた小笠原政康は平井城に向けて北上する持氏方の軍勢を討ち破った。10月4日、憲実も平井城を出陣して、一色軍を破った。更に、鎌倉の留守を守っていた三浦時高が守備を放棄して退き、寝返って鎌倉へ攻め込んだ。劣勢に陥り、早川尻において兵の多くが戦死、逃亡した憲直、持氏は相模海老名まで退き、鎌倉へ落ちようとした。持氏一行は途中で憲実の家宰である長尾忠政（芳傳、長尾忠綱の子）及び同じく重臣の景仲の軍と出会い、持氏は幕府への恭順を誓い、ともに鎌倉の永安寺に入った。11月4日、持氏は称名寺に入り出家する。一色直兼以下の持氏の近臣達は、称名寺で幕府軍に攻められ自害した。持氏は永安寺に移され、幕府軍により幽閉された。
憲実は持氏の助命と持氏の嫡子義久の鎌倉公方就任を嘆願するが、義教は許さず更に憲実の反逆を疑って重ねて討伐を命じた。永享11年（1439年）2月10日、憲実はやむなく永安寺を攻め、持氏と叔父の稲村公方足利満貞らは自害し、義久は鎌倉報国寺において自害した。

## その後
乱の様子は『永享記』に記されている。
憲実は戦後に子達と共に出家し政務から引退し、憲実の弟の上杉清方（上条清方）が山内上杉家を継承して管領代行となった。
また、持氏の子の何人かは難を逃れており、翌永享12年（1440年）には結城氏朝が持氏の遺児を奉じて挙兵する結城合戦が起こる。
持氏の降伏及び自害後も東関東における数少ない上杉氏の所領であった常陸国信太荘では持氏方の残党による侵入が続き、永享11年の10月頃まで事態は沈静化しなかった。この争いは数か月後の結城合戦でも再燃し、更に享徳の乱最中の長禄元年（1459年）にも信太庄合戦が行われている。